# Мод Фарис-Луз
Мод Фарис-Луз (енгл. Maud Farris-Luse; Брумфилд, 21. фебруар 1887 — Колдвотер, 18. март 2002) била је америчка суперстогодишњакиња која је према гинисовој књизи рекорда носила титулу најстарије живе особе на свету у периоду од 6. јуна 2001. до 18. марта 2002. године.

## Биографија
Мод Фарис-Луз рођена је у Брумфилду, Мичиген, Сједињене Америчке Државе, 21. фебруара 1887. године. Родитељи су јој били Франк Дејвис (1858—1920) и Адела Џенкинс (1863–1950).
27. јуна 1903. године, удала се за Џејсона Фариса (1878–1951). Пар је имао шесторо деце: Чарли Фарис (1905–1987), Естер Пирс (1907–1935), Волтер Ворен Фарис (1908–1913), Клер Вејн Фарис (1911–1988), Дејл Фарис (1913–1986) и Лусил Бул (1913–1986).
У септембру 1951. године, њен муж је преминуо у 72. години. Годину дана касније, 25. септембра 1952. године, поново се удала за Волтера Фредерика Лузеа (1881–1959).
1990. године имала је 26 унучади, 85 праунучади, 65 чукунунучади и једно чукун-праунуче. Живела је самостално до 1991. године, када је у 104. години пала код куће и сломила кук. Остатак живота је провела у старачком дому "Лаурелс" у Колдвотеру.
6. јуна 2001, након смрти 115-годишње Мари Бремон из Француске, постала је најстарија жива особа на свету.
Мод Фарис-Луз преминула је у Колдвотеру, Мичиген, Сједињене Америчке Државе, 18. марта 2002. године, у доби од 115 година и 25 дана.